# Hordelymus
Hordelymus là một chi thực vật có hoa trong họ Hòa thảo (Poaceae).

## Loài
Chi Hordelymus gồm các loài: